# Le Grand-Celland
Le Grand-Celland est une commune française, située dans le département de la Manche en région Normandie, peuplée de 595 habitants.

## Géographie
La commune est au centre de l'Avranchin. Son bourg est à 6 km au sud de Brécey, à 13 km à l'est d'Avranches et à 17 km au nord-ouest de Saint-Hilaire-du-Harcouët.
| Le Petit-Celland                                         | Brécey                                                       | Brécey, Reffuveille           |
| Le Petit-Celland, Saint-Ovin (comm. ass. de La Boulouze) | du Grand-Celland                                             | Reffuveille                   |
| Le Mesnil-Ozenne                                         | Isigny-le-Buat (comm. ass. de Montgothier), La Chapelle-Urée | Reffuveille, La Chapelle-Urée |

### Hydrographie
La commune est située dans le bassin Seine-Normandie. Elle est drainée par le ruisseau du Moulin Richard, le cours d'eau 01 de la Ruaiserie, le cours d'eau 01 du Houssay et le ruisseau de la Costardiere,,.

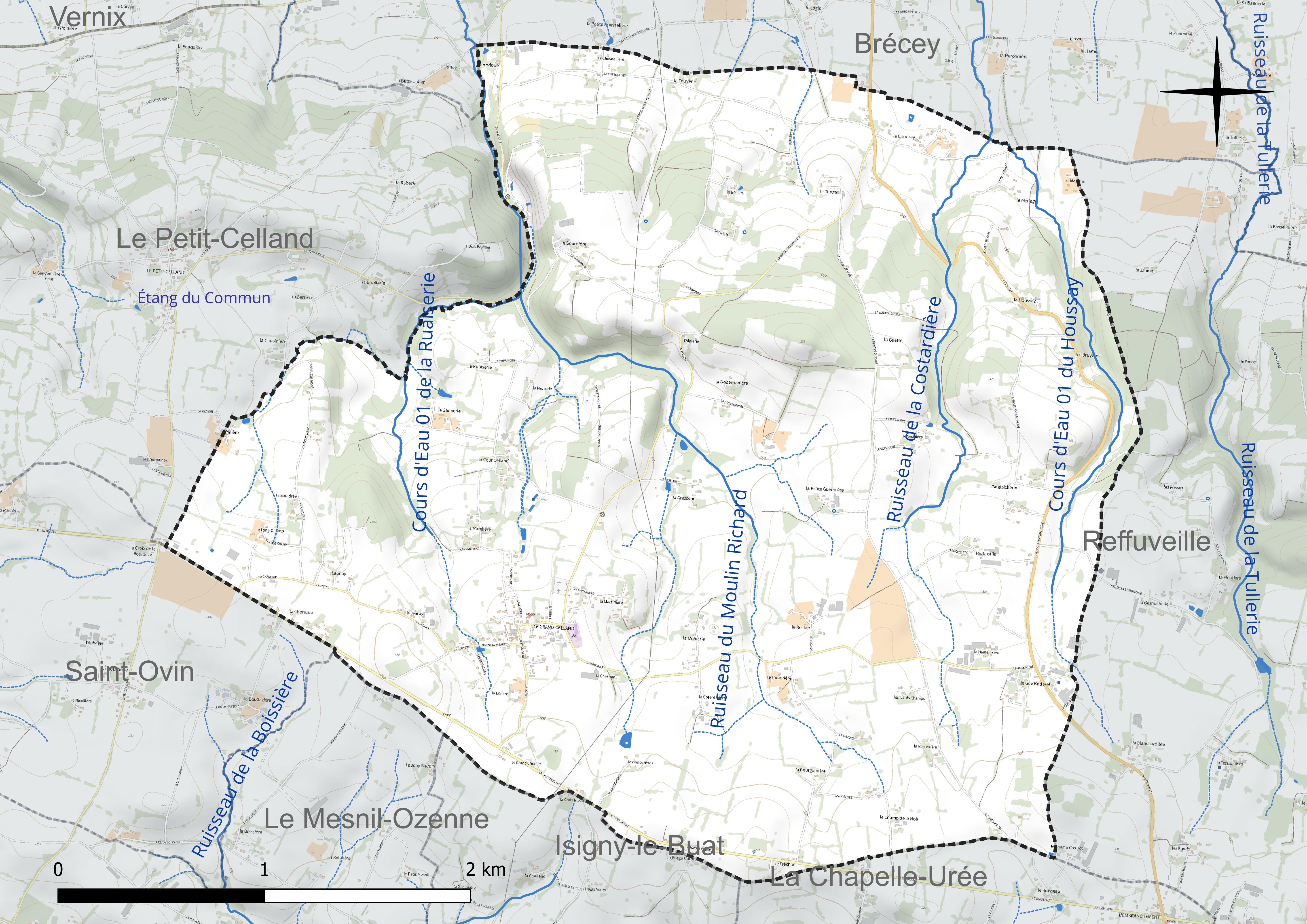
Réseau hydrographique du Le Grand-Celland.

### Climat
Pour des articles plus généraux, voir Climat de la Normandie et Climat de la Manche.
En 2010, le climat de la commune est de type climat océanique franc, selon une étude du CNRS s'appuyant sur une série de données couvrant la période 1971-2000. En 2020, Météo-France publie une typologie des climats de la France métropolitaine dans laquelle la commune est exposée à un climat océanique et est dans la région climatique « Normandie (Cotentin, Orne) » et « Bretagne orientale et méridionale, Pays nantais, Vendée »0. Parallèlement le GIEC normand, un groupe régional d’experts sur le climat, différencie quant à lui, dans une étude de 2020, trois grands types de climats pour la région Normandie, nuancés à une échelle plus fine par les facteurs géographiques locaux. La commune est, selon ce zonage, exposée à un « climat contrasté des collines », correspondant au Bocage normand, bien arrosé, voire très arrosé sur les reliefs les plus exposés au flux d’ouest, et frais en raison de l’altitude.
Pour la période 1971-2000, la température annuelle moyenne est de 10,4 °C, avec une amplitude thermique annuelle de 12,6 °C. Le cumul annuel moyen de précipitations est de 1 090 mm, avec 15,1 jours de précipitations en janvier et 10 jours en juillet. Pour la période 1991-2020, la température moyenne annuelle observée sur la station météorologique la plus proche, située sur la commune de Saint-Hilaire-du-Harcouët à 13 km à vol d'oiseau, est de 11,5 °C et le cumul annuel moyen de précipitations est de 929,5 mm,. Pour l'avenir, les paramètres climatiques de la commune estimés pour 2050 selon différents scénarios d’émission de gaz à effet de serre sont consultables sur un site dédié publié par Météo-France en novembre 2022.

## Urbanisme

### Typologie
Au 1er janvier 2024, Le Grand-Celland est catégorisée commune rurale à habitat dispersé, selon la nouvelle grille communale de densité à sept niveaux définie par l'Insee en 2022.
Elle est située hors unité urbaine. Par ailleurs la commune fait partie de l'aire d'attraction d'Avranches, dont elle est une commune de la couronne,. Cette aire, qui regroupe 32 communes, est catégorisée dans les aires de moins de 50 000 habitants,.

### Occupation des sols
L'occupation des sols de la commune, telle qu'elle ressort de la base de données européenne d’occupation biophysique des sols Corine Land Cover (CLC), est marquée par l'importance des territoires agricoles (81,8 % en 2018), en diminution par rapport à 1990 (85,9 %). La répartition détaillée en 2018 est la suivante : prairies (61,2 %), zones agricoles hétérogènes (16,7 %), forêts (14,1 %), zones urbanisées (4 %), terres arables (3,9 %). L'évolution de l’occupation des sols de la commune et de ses infrastructures peut être observée sur les différentes représentations cartographiques du territoire : la carte de Cassini (XVIIIe siècle), la carte d'état-major (1820-1866) et les cartes ou photos aériennes de l'IGN pour la période actuelle (1950 à aujourd'hui).

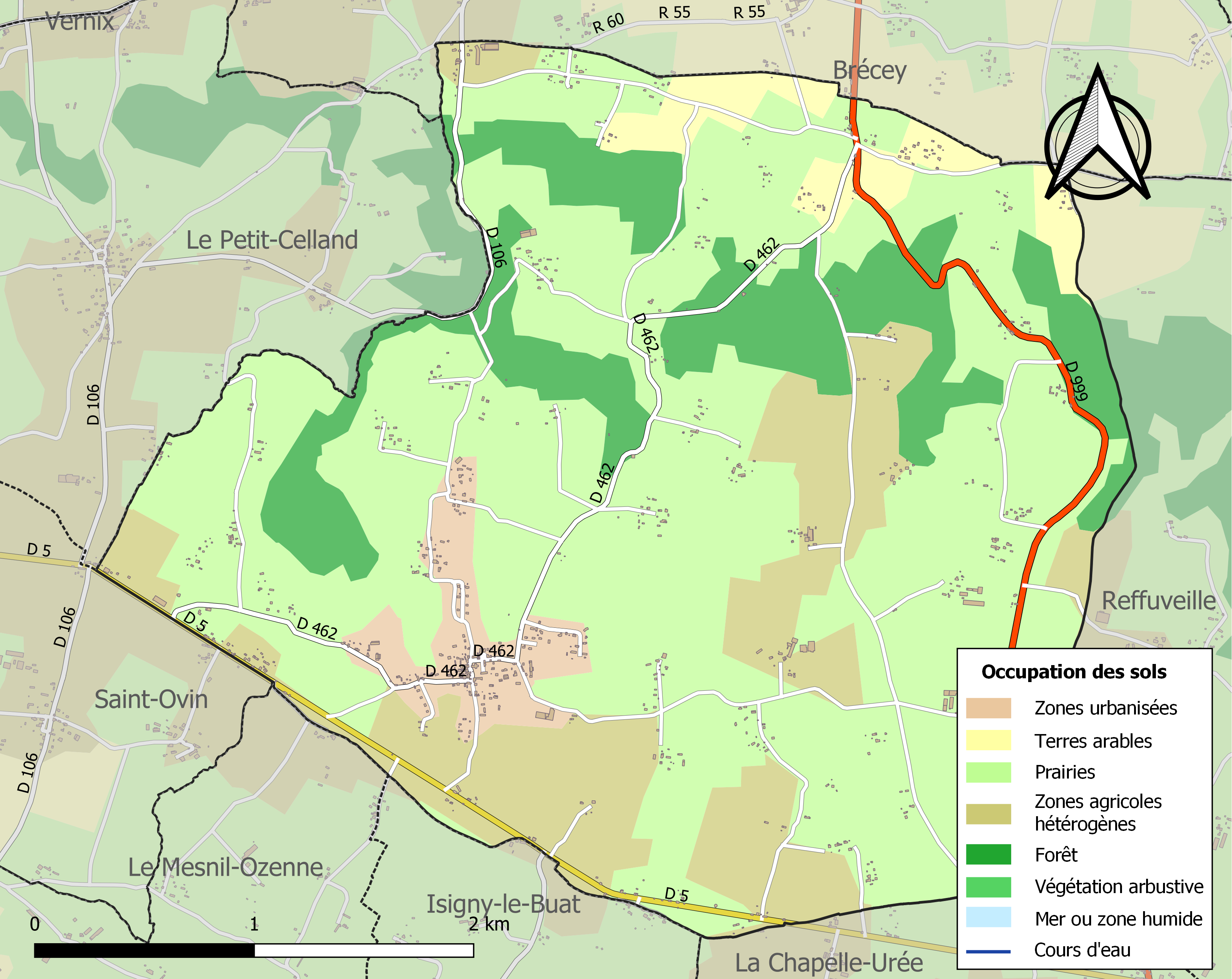
Carte des infrastructures et de l'occupation des sols de la commune en 2018 (CLC).

## Toponymie
Le nom de la localité est attesté sous la forme Saint-Médard-de-Cellant au Moyen Âge, et jusqu'à la Révolution.
Le nom de Celland, attesté dès le XIIe siècle sous la forme Serlant, s'est d'abord appliqué à un territoire partagé au Moyen Âge en deux paroisses, Saint-Médard-de-Celland (première mention vers 1370) et Saint-Ouen-de-Celland (première mention en 1412). Ces deux appellations tombent peu à peu en désuétude durant le XVIIIe siècle, pour être respectivement remplacées par Le Grand-Celland et Le Petit-Celland, allusion à la différence territoriale et démographique entre les deux paroisses.
Le nom de la localité est attesté sous les formes de Serlando 1154-1162, Sellan 1157, de Serlando 1160, Serlant en 1163, Les Serlandais en 1203(« les habitants de Celland »).
Le Grand-Celland est formellement attesté dès 1716 et devient rapidement usuel.
La commune partage avec sa voisine Le Petit-Celland le toponyme Celland dont l'étymologie est obscure. Elle reposerait sur l'élément prélatin anda au sens incertain.
Le gentilé est Cellandais.

## Histoire
Au Moyen Âge le territoire de Celland est divisé en deux paroisses, Saint-Medard-de-Celland et Saint-Ouen-de-Celland qui, à la Révolution furent rebaptisées en Le Grand et Le Petit-Celland.
Le 1er juin 1796 se tint à la Forge Coquelin une bataille qui opposa 800 Chouans et 1 000 Républicains et tourna à l'avantage des Chouans.
La commune du Grand-Celland a été le théâtre d'une affaire criminelle sordide dans l'entre-deux guerres. Le 6 novembre 1932, Emile Delanoë, sabotier de son état, tue son beau-père, Léon Auffray, à coups de bâton. Trois jours après, et avec l'aide active de son épouse, il pend sa fille de cinq ans, Emilienne, témoin du meurtre de son grand-père, dans le bois voisin de Reffuveille puis il cache son corps dans un fossé. Condamné le 10 mars 1933 à la peine capitale, Émile Delanoë est guillotiné publiquement le samedi 17 juin 1933 à Coutances à 4 h 20 du matin. Il ne montre aucun repentir mais embrasse le crucifix au pied de l'échafaud ce qui lui vaut les applaudissements de la foule. Son épouse, Marie-Louise, dont il a demandé la grâce avant de mourir, est condamnée aux travaux forcés à perpétuité.
Cette tragédie a fait l'objet d'une complainte : « Le crime du Grand-Celland », sur l'air de la Paimpolaise.

## Politique et administration
| Période                                  | Période   | Identité       | Étiquette | Qualité             |
| ---------------------------------------- | --------- | -------------- | --------- | ------------------- |
| 1995                                     | mars 2008 | Louis Poulain  | SE        |                     |
| mars 2008                                | En cours  | Richard Herpin | SE        | Chargé de clientèle |
| Les données manquantes sont à compléter. |           |                |           |                     |

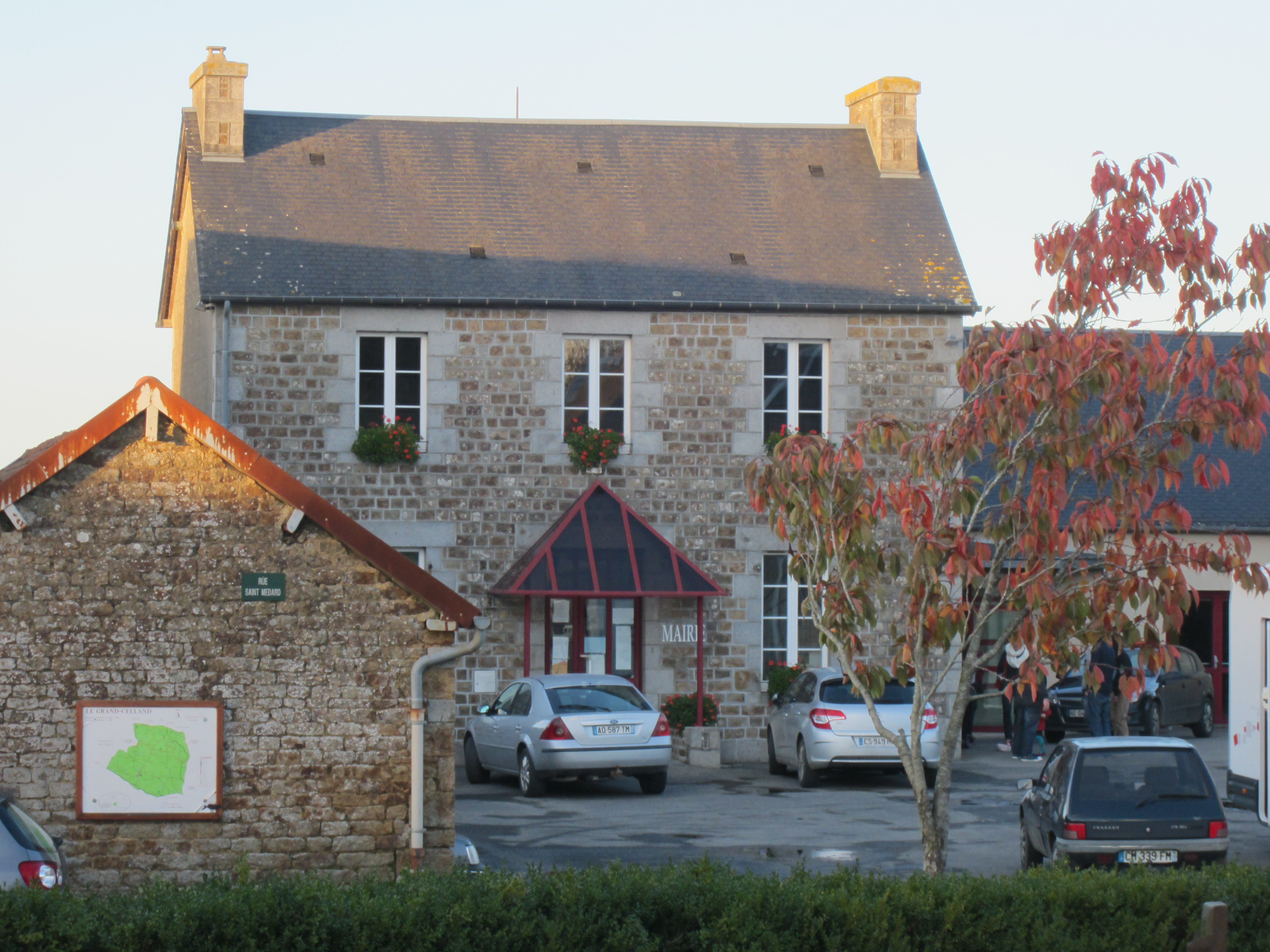
Mairie.

Le conseil municipal est composé de quinze membres dont le maire et deux adjoints.

## Démographie
L'évolution du nombre d'habitants est connue à travers les recensements de la population effectués dans la commune depuis 1793. Pour les communes de moins de 10 000 habitants, une enquête de recensement portant sur toute la population est réalisée tous les cinq ans, les populations de référence des années intermédiaires étant quant à elles estimées par interpolation ou extrapolation. Pour la commune, le premier recensement exhaustif entrant dans le cadre du nouveau dispositif a été réalisé en 2004.
En 2022, la commune comptait 595 habitants, en évolution de +2,76 % par rapport à 2016 (Manche : −0,31 %, France hors Mayotte : +2,11 %).
Le Grand-Celland a compté jusqu'à 1 101 habitants en 1856.
| 1793 | 1800 | 1806  | 1821  | 1831  | 1836  | 1841 | 1846 | 1851  |
| ---- | ---- | ----- | ----- | ----- | ----- | ---- | ---- | ----- |
| 930  | 929  | 1 089 | 1 028 | 1 032 | 1 051 | 869  | 864  | 1 094 |

| 1856  | 1861  | 1866  | 1872  | 1876  | 1881 | 1886 | 1891 | 1896 |
| ----- | ----- | ----- | ----- | ----- | ---- | ---- | ---- | ---- |
| 1 101 | 1 064 | 1 030 | 1 031 | 1 001 | 996  | 960  | 975  | 963  |

| 1901 | 1906 | 1911 | 1921 | 1926 | 1931 | 1936 | 1946 | 1954 |
| ---- | ---- | ---- | ---- | ---- | ---- | ---- | ---- | ---- |
| 919  | 910  | 905  | 748  | 763  | 757  | 825  | 773  | 752  |

| 1962 | 1968 | 1975 | 1982 | 1990 | 1999 | 2004 | 2006 | 2009 |
| ---- | ---- | ---- | ---- | ---- | ---- | ---- | ---- | ---- |
| 654  | 576  | 482  | 456  | 427  | 452  | 493  | 502  | 556  |

| 2014 | 2019 | 2022 | - | - | - | - | - | - |
| ---- | ---- | ---- | - | - | - | - | - | - |
| 574  | 601  | 595  | - | - | - | - | - | - |

## Lieux et monuments
- Église Saint-Médard du XIXe siècle (1874) en pierre et granit, avec sous chaque fenêtre le nom du souscripteur gravé sur le linteau de granit. Elle abrite une Vierge à l'Enfant du XIVe classée en 1977 au titre objet aux monuments historiques[33], un maître-autel (XVe), un bénitier (XVIe).
- Vestige d'un dolmen[34] à la Guérinière.
- Mégalithe de la Roche au Diable, à la Pilière (dolmen de la Pillière).
- Chapelle Notre-Dame de Bonsecours.
- Croix de cimetière (XVIIe siècle).
- Moulin de la Horique.

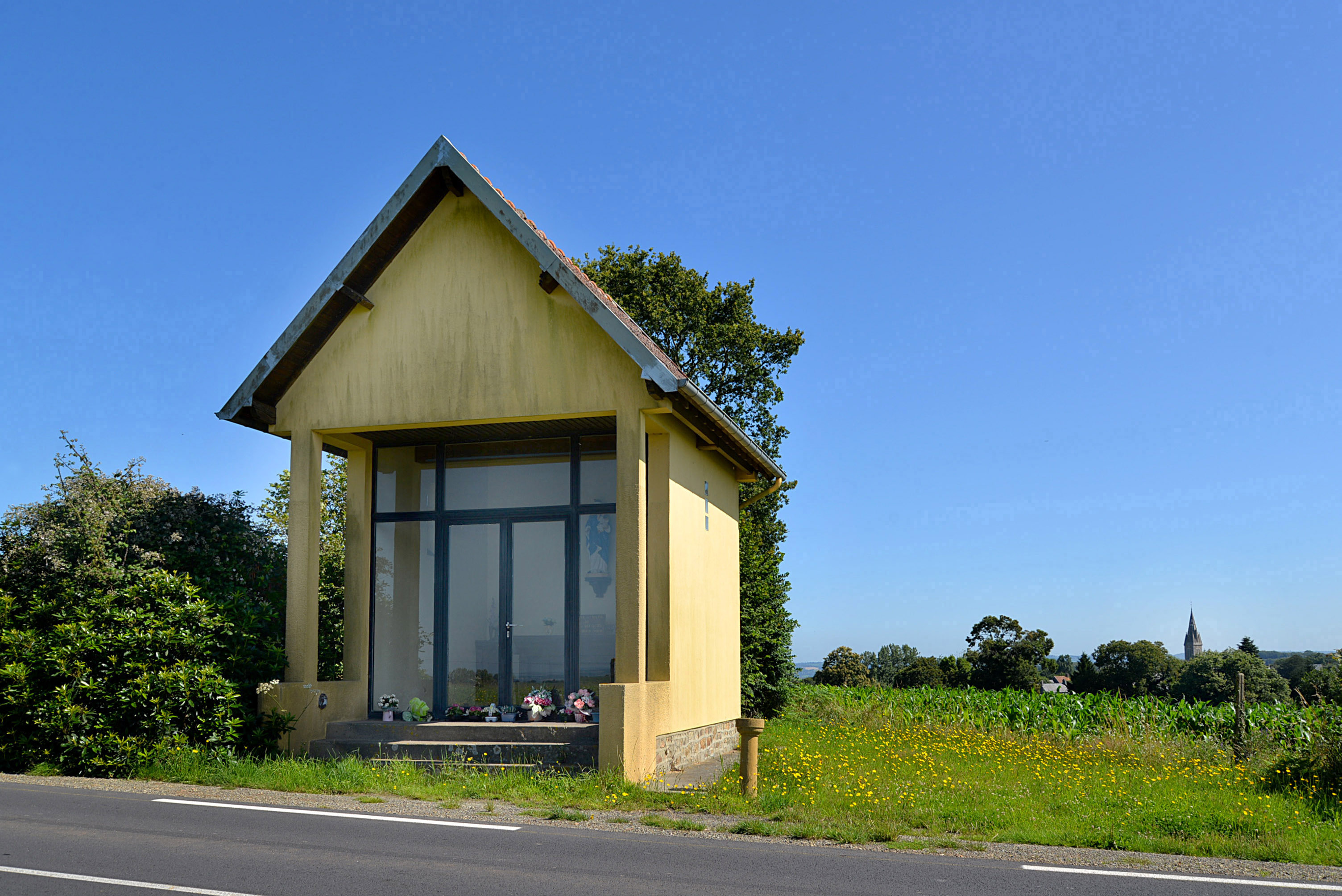
La chapelle Notre-Dame-de-Bon-Secours.